# Mixacarus sublestus
Mixacarus sublestus är en kvalsterart som beskrevs av Tseng 1982. Mixacarus sublestus ingår i släktet Mixacarus och familjen Lohmanniidae. Inga underarter finns listade i Catalogue of Life.